# Othello (manga)
Othello (オセロ?) es una serie manga shojo creada por Satomi Ikezawa. Originalmente fue serializada por Kodansha en Bessatsu amigo y tankōbon recopilada en siete volúmenes. Se distribuye por Del Rey Manga en América del Norte. Está basado en el juego de mesa del mismo nombre, y no en la obra Shakespeareiana. La historia narra acerca de una tímida, ingenua adolescente japonesa con una doble personalidad.

## Historia
Yaya es una tímida y callada adolescente con una pasión por el canto, J-rock, gothic lolita, cosplay y música en general. Pero ella tiene un secreto: cuando se mira en un espejo o golpea su cabeza, la segunda personalidad de Yaya, llamada Nana, se hace cargo de su cuerpo y pone a los impíos en sus lugares, gritando su lema "el castigo celestial!" y una vez que el daño se trata, " se ha hecho justicia!". La serie de crónicas de Yaya y Nana son aventuras contra los matones, pervertidos y, en general, la gente pesada. El manga también tiene mucho que ver con la música, ya que varios de los personajes tienen conexiones con la industria de la música o tocan en una banda.
Aunque este es un manga diferente, Pon-chan (otro manga, Gurú, Gurú Pon Chan, del mismo autor) se muestra.

## Personajes
- Yaya Higuchi: Yaya es una inocente y tímida adolescente que, a causa de su personalidad, es constantemente atacada y ridiculizada por personas que dicen ser sus amigos.a ella le gusta hacer cosplay gótico , y vestirse como grupos de rock japonés, pero nadie sabe acerca de ello y considera que es su "verdadero yo". Como resultado de su incapacidad de hacer nada desarrolla su alter ego llamado Nana.

Yaya tiene miedo de estar enloqueciendo, porque ella no tiene conocimiento de su otra personalidad Nana, por no poder recordar la mayor parte del tiempo. Nana aparece si se ve en un espejo, se golpea la cabeza o se duerme, pero también sale si Yaya realmente necesita ayuda. Cuando ella descubre acerca de su alter-ego, Yaya se bloquea dentro de sí misma, por lo que ahora Nana siempre esta afuera. 
Al final, las dos son capaces de compartir alegremente un solo cuerpo, e incluso el cambio de mando: Yaya se vuelve más fuerte, las intervenciones de Nana ya no son necesarias y al parecer se desvanece para siempre. Sin embargo, se revela más tarde que las dos personalidades se han limitado a reunirse, Yaya y Nana con rasgos de personalidades presentes en un solo organismo consciente.
Yaya tiene un interés en un grupo visual kei llamado Juliet y busca al cantante principal de Juliet, a pesar de que la banda desapareció hace un rato.
- Nana (segunda personalidad de Yaya): A diferencia de la muy tímida Yaya, Nana es dura, astuta, sarcástica, e imprudente. Ella siempre sale cuando Yaya necesita ayuda debido a su incapacidad para defender a sí misma. Su frase, cada vez que logra su objetivo, es "se ha hecho justicia!" Nana se convierte en una cantante invitada para el grupo "Perro Negro" un par de veces, y más tarde Yaya canta con ellos. Ella llega a estar por mucho tiempo cuando yaya se bloquea así misma.eventualmente nana desaparece cuando yaya ya no la necesita para arreglar sus líos.

- Moriyama: Guapo y talentoso guitarrista de la clase de Yaya, que comienza un tentativo romance con ella. Al comienzo de la serie, Yaya siente que es un poco cruel, pero con el tiempo se da cuenta de que él es una persona de quién puede cuidar. Él es el cantante principal del popular grupo de rock, Perro Negro. Y es quién le permite a Yaya ser la gerente del su grupo.

- Seri y Moe: Supuestas compañeras de clase y amigas de Yaya, que realmente disfrutan de su tormento. Ellas son las primeras en descubrir que Yaya es una Gothic Lolita, pero no se lo revelan a nadie, porque Nana las amenaza.

- Shohei Shinyoji: amigo de Moriyama que ha tomado un interés en la voz de Nana y quién trata buscar una relación más íntima con ella. Yaya lo idolatra porque es el excantante de la banda 'Juliet', una banda de rock. Shohei dice que ya culminó su ciclo con la banda Juliet.

- Megumi Hano (Hano-chan): Una brillante y optimista estudiante de transferencia que resulta ser una sádica, celosa, egoísta y manipuladora y fangirl de Moriyama. Ella pone su mirada en Yaya cuando ella descubre lo cerca que está de Moriyama. Hano presiona a Yaya a que firme un contrato que supuestamente la meterá en la industria de la música y conocerá Shohei. Pero, en realidad, Hano casi fuerza a Yaya a la prostitución para beneficio de ella. Nana "la derrota" durante un desafío de sky diving.

- Keisuke: Fue el baterista de Juliet y hermano mayor de Megumi, tiene un rencor contra Shohei por salirse de la banda, lo que causó su desintegración.

- Shūko: exnovia de Moriyama, que de repente aparece e intenta volver con su antigua relación. Shūko le revela su alter-ego a Yaya cuando la graba, volviéndose Nana en su cámara del celular, cuando Shūko se da cuenta de cuánto se preocupa por Moriyama por Yaya, se da por vencida y los deja seguir con su relación.

- Perro Negro: Es la banda de moriyama, de los cuales él es el cantante y guitarrista. Los otros tres miembros, Furuta, Ukon y Awane, son todos de edad universitaria. Su nombre proviene de la canción de Led Zeppelin "Perro Negro"

- Datos: Q926288